# RE:CENT
RE:CENT Centrum pro studium a popularizaci středověké vizuální kultury (dříve Centrum raně středověkých studií) je pracoviště v rámci Semináře dějin umění na Filozofické fakultě Masarykovy univerzity, které se věnuje výuce, prezentaci a výzkumu v oblasti umění od 4. do 10. století na geografické úrovni Středomoří. Činností centra je analýza vývoje hlavních civilizací vzniklých z Římské říše a studium rozvoje identity Západu, Byzance a islámu jako nezávislých fenoménů ale také jejich vzájemné interakce.

## Historie
Centrum vzniklo iniciativou historika umění Ivana Folettiho, který se zaměřuje na historiografii byzantského umění a uměleckou tvorbu Milána, Říma a Konstantinopole v raně křesťanském období. Jeho výuka se díky podpoře vyučující Elisabetty Scirocco, z Bibliotheca Hertziana, Max-Planck-Institut für Kunstgeschichte, přeformovala roku 2012 ve specializované centrum. Centrum se roku 2025 přejmenovalo na RE:CENT Centrum pro studium a popularizaci středověké vizuální kultury.

### Knihovna Hanse Beltinga

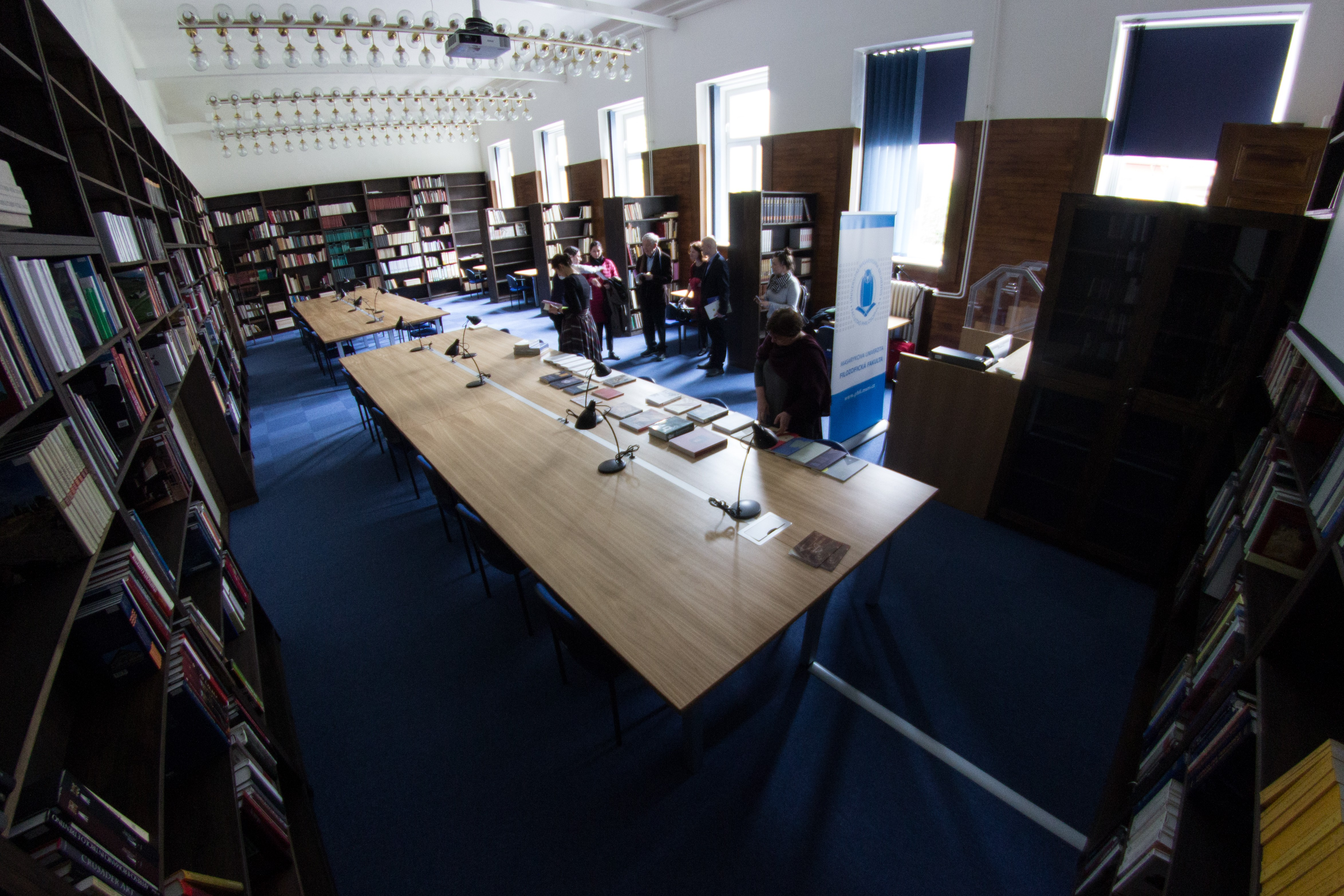
Knihovna Hanse Beltinga

Iniciativou centra vznikla v roce 2016 knihovna zaměřená na dějiny a umění středověku v oblasti Středomoří a byzantologii. Pojmenována byla po německém historikovi Hansi Beltingovi, který daroval svoji sbírku knih společně se sbírkou Christy Belting-Ihm. Belting tak učinil po několika pozváních do Brna, kdy zde přednášel a spřátelil se s vedoucím centra Ivanem Folettim. Centrum raně středověkých studií tak získalo zázemí srovnatelné s nejlepšími evropskými institucemi. Získaná sbírka totiž obsahuje zásadní literaturu nezbytnou pro studium středověkého umění, která ve střední Evropě donedávna chyběla.

## Činnost

### Semináře, přednášky a konference
Pracoviště funguje jako místo setkávání studentů a vědců z celého světa. Nabízí studentům blokovou výuku, vědecká setkání, diskuse u kulatého stolu a konference mimo rámec běžné výuky s vysoce kvalitními přednášejícími. Studenti tak mají možnost se setkat s jiným vědeckým přístupem či myšlenkovými proudy, pokládat otázky a diskutovat o aktuálních tématech a osobně se seznámit s přednášejícími při neoficiální diskusi.
Centrum pořádá také veřejné přednášky a konference, čímž oslovuje široké publikum, které zapojuje do objevování středověkého umění. Mladým badatelům zároveň umožňuje prezentovat své nové myšlenky a nápady.

Například v roce 2012 se uskutečnila první konference The Face of the Dead na téma funerálních portrétů v raně křesťanském světě. Dalšího roku se v Brně odehrála, ve spolupráci s univerzitou v Padově, dvoudenní konference Objects of Memory, Memory of Objects. V roce 2014 s v Telči setkali přední specialisté kolem otázky pohybu idejí a artefaktů napříč středověkým světem, tato konference byla nazvána Circulation as a factor of cultural aggregation: relics, ideas and cities in the Middle Ages a vznikla ve spolupráce Centra s univerzitou v Lausanne. Roku 2014 vystoupil v Brně Hans Belting s přednáškou Face and Trace týkající se zobrazování Krista. Na toto téma navázala následující rok diskuse About the Face of Christ, jíž se zúčastnili Michele Bacci, Herbert L. Kessler a Jean-Michel Spieser. V roce 2016 se setkali odborníci ze čtyř kontinentů i z různých vědních oborů na konferenci Ritualizing the City, která měla za téma město jako jeviště pro rituál a také téma rituálů měnících podobu měst samotných. Toho samého roku potom centrum uspořádalo ještě dvě další vědecká setkání: From Nikodim Kondakov to the Hans Belting Library v Brně a Re-thinking, Re-making, Re-living Christian Origins v Olomouci. Posledně zmíněná konference vznikla ve spolupráci s univerzitami v Lausanne a v Římě 

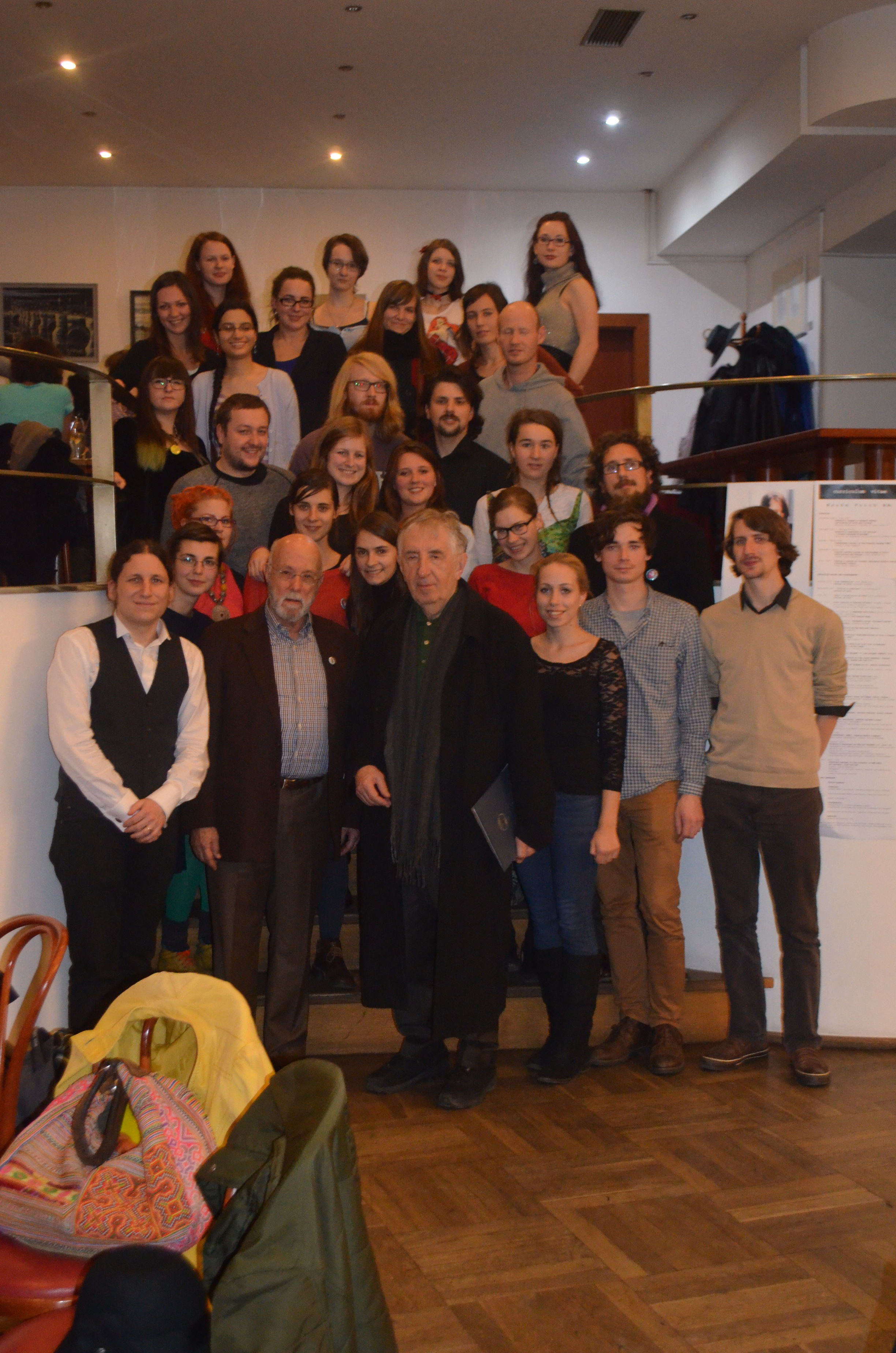
Společná fotografie s Hansem Beltingem.
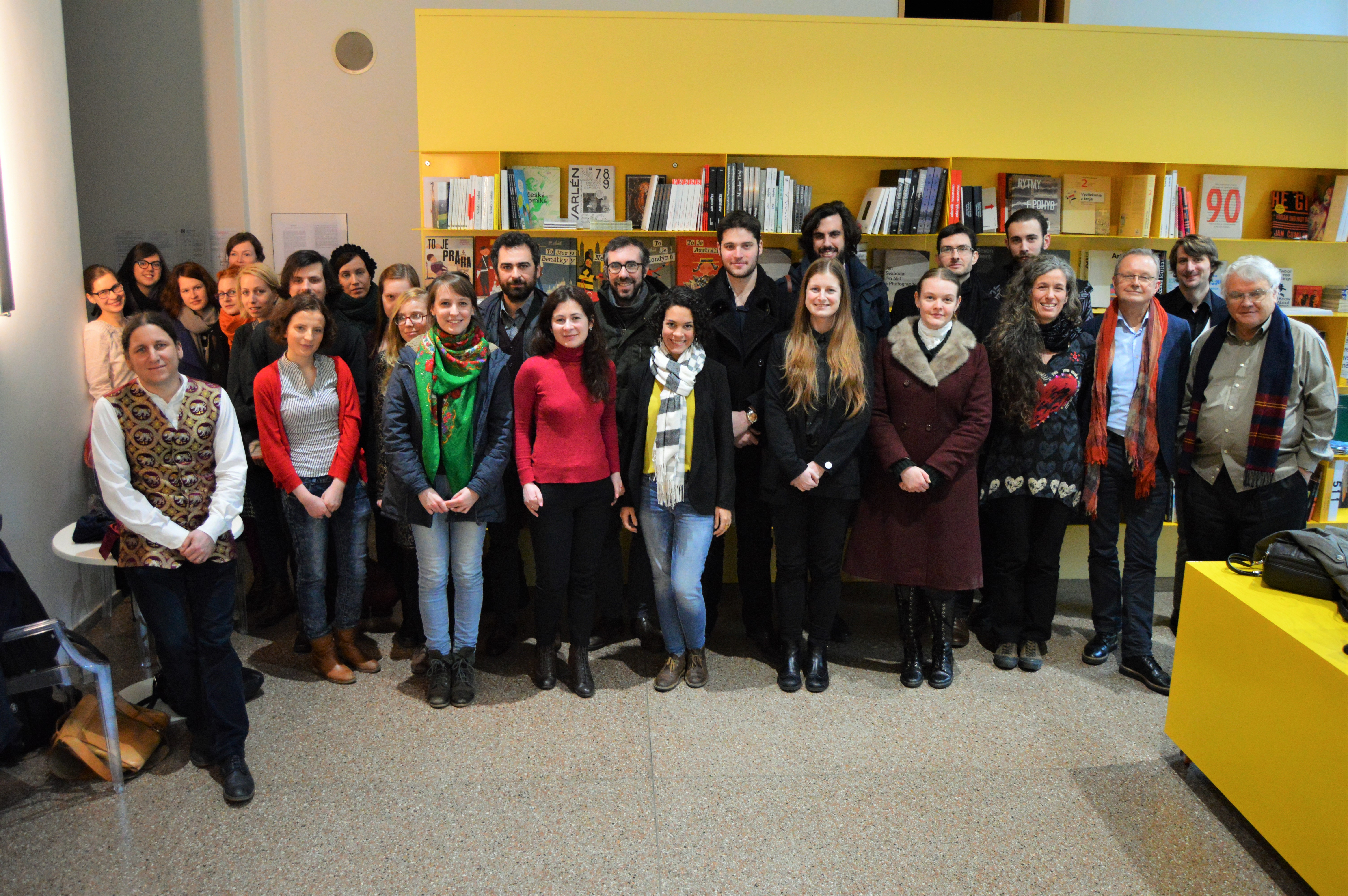
Společná fotografie účastníků konference Ritualizing the City v Moravské galerii.
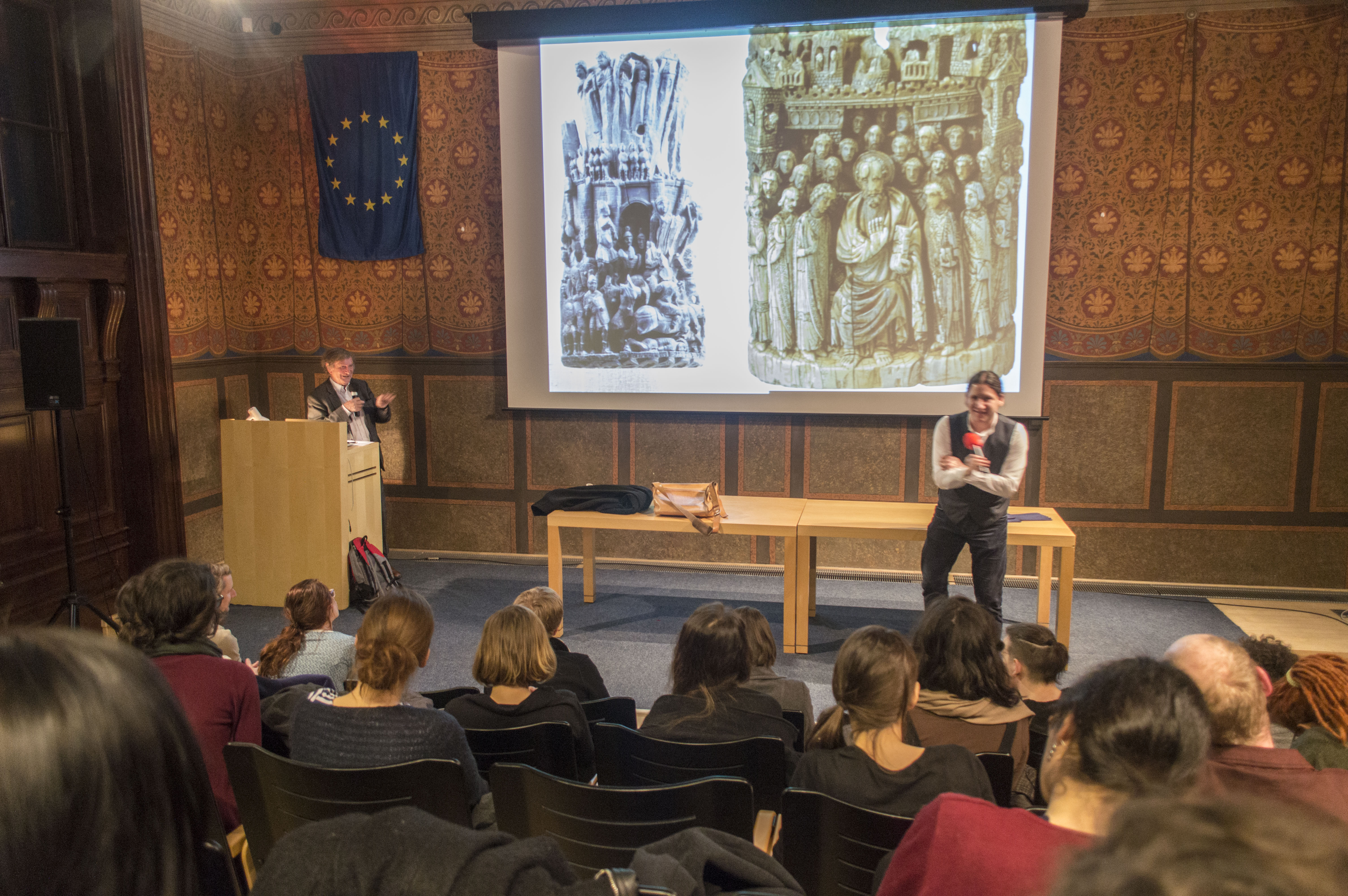
Přednáška Robina Cormacka v Moravské galerii

#### StředověC JinaX
V rámi Centra pořádají studenti Semináře dějin umění přednášky pro široké publikum v cyklu StředověC JinaX zaměřeného na středověká díla a jejich dobový a současný kontext. Přednášky se konají tradičně v Moravské galerii, která cyklus podporuje. K začátku roku 2016 proběhlo bezmála 60 přednášek.

### Studijní cesty a putování za poznáním
Jelikož ani nejvěrnější reprodukce nedokáže zprostředkovat pocity při osobním setkání s uměním, centrum organizuje studijní cesty, díky kterým se studenti setkávají s uměleckými objekty ve svém původním prostředí a napomáhají jim tak pochopit jejich vnímání současníky v osobním, sociálním a náboženském kontextu. Do roku 2016 tak centrum zorganizovalo 15 studijních cest např. do Milána, Ravenny, Benátek, Sicílie, Srbska, Makedonie, Kosova, Gruzie, Moskvy a Arménie. Každou studijní cestu předchází studium v rámci přednášek a seminářů, a každý student musí vědecky vypracovat dané téma a následně jej prezentovat na místě, což zahrnuje i práci s těžko dostupnou literaturou v cizích jazycích. Výsledkem jsou pak publikace Zápisky z cest.
Výjimečností Centra jsou exkurze ve formě pěších výprav, kdy si studenti připraví referáty o památkách, které hodlají navštívit a putují pěšky s minimem věcí potřebných k přežití a spánku. Během dvou až třítýdenních poutí po starých poutnických cestách ušli až 170 kilometrů a navštívili pamětihodnosti ve Francii či Itálii. Studenti tak zažívají dobrodružství, poznávají geografii krajiny, její schůdnost, místní kulturu a lidi, památky či urbanismus. Rozšiřuje se jim vnímání a pochopení možností středověkého světa bez hromadné dopravy, bez možnosti spánku v posteli či pravidelné koupele. Takovým cestováním i v nepříznivém počasí pak docení každé atrium, chrám, stinný kostel, lůžka v klášterech, rajské zahrady nebo poutní kaple s prameny vody. Změní se jim tak perspektiva vnímání civilizace a středověkých monumentů v krajině, mají tedy možnost pochopit jak převeliké, přesvaté a přenádherné budovy to pro středověké poutníky mohly být.

#### Projekt Migrating Art Historians
Na konci února roku 2017 Centrum odstartovalo mezinárodní experimentální projekt Migrating Art Historians, který navázal na předešlé poutní cesty, avšak jeho cílem bylo prohloubit zkušenost z nich a dát jim vědecký rámec. Dvanáct studentů během čtyř měsíců ušlo 1540 km napříč Švýcarskem a Francií. Sledovali středověké poutnické cesty, přičemž se postupně zastavili ve třech významných centrech klášterní kultury: Sainte-Foy v Conques, Saint-Benoît-sur-Loire a Mont-Saint-Michel v Normandii. Během těchto zastavení jim v klášterech přednášeli význační odborníci na středověk, jako je Hans Belting, Cynthia Hahn, Éric Palazzo, Cécile Voyer, Michele Bacci, Tanja Michalsky ad. Studenti své putování zachytili na kameru a postupně vytvořili 12 krátkometrážních dokumentárních filmů zaměřených na nejrůznější aspekty pouti. Dalším z výsledků je kolektivní vědecká publikace studentů ve spolupráci s předními odborníky na toto téma. Všechny filmy i záznamy přednášek z klášterů je možné zhlédnout na youtube kanálu Centra.

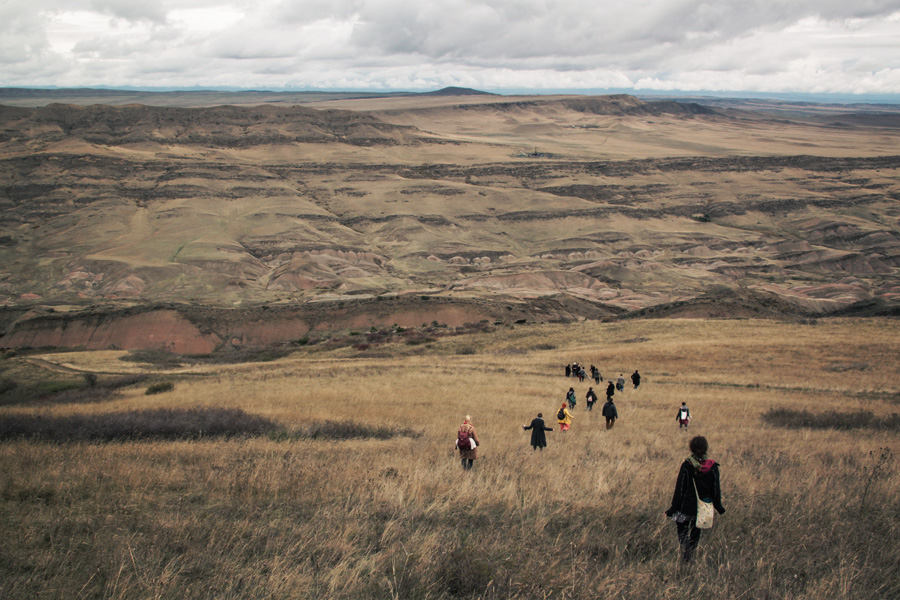
Gruzie
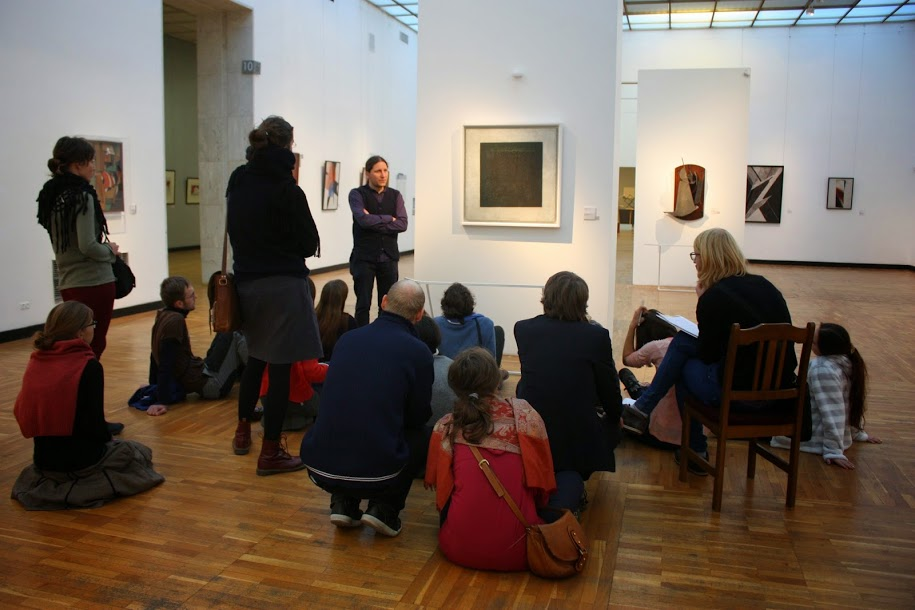
Tretjakovská galerie
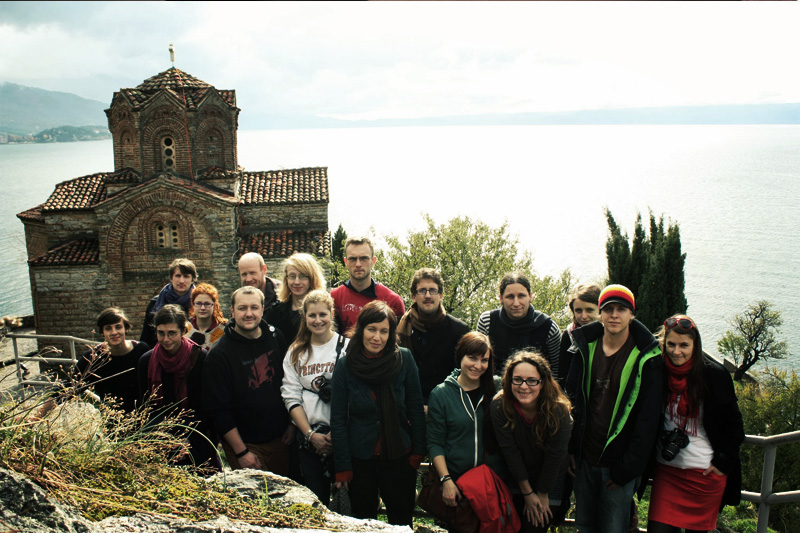
Makedonský kostel Sveti Jovan Kaneo
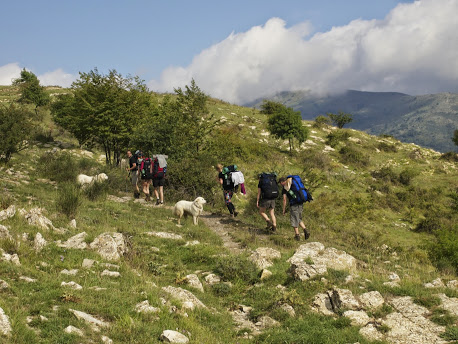
Francie
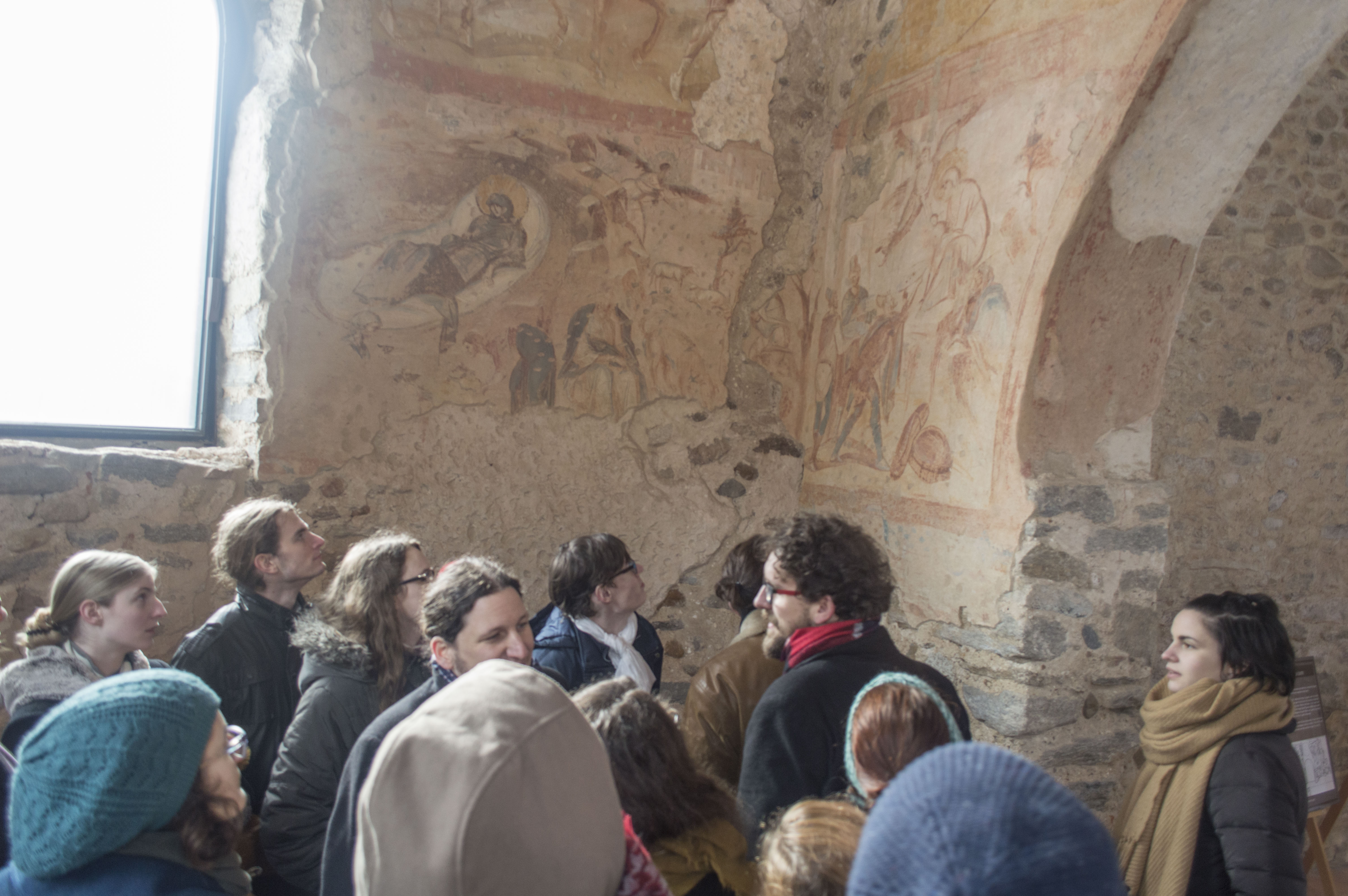
Castelseprio
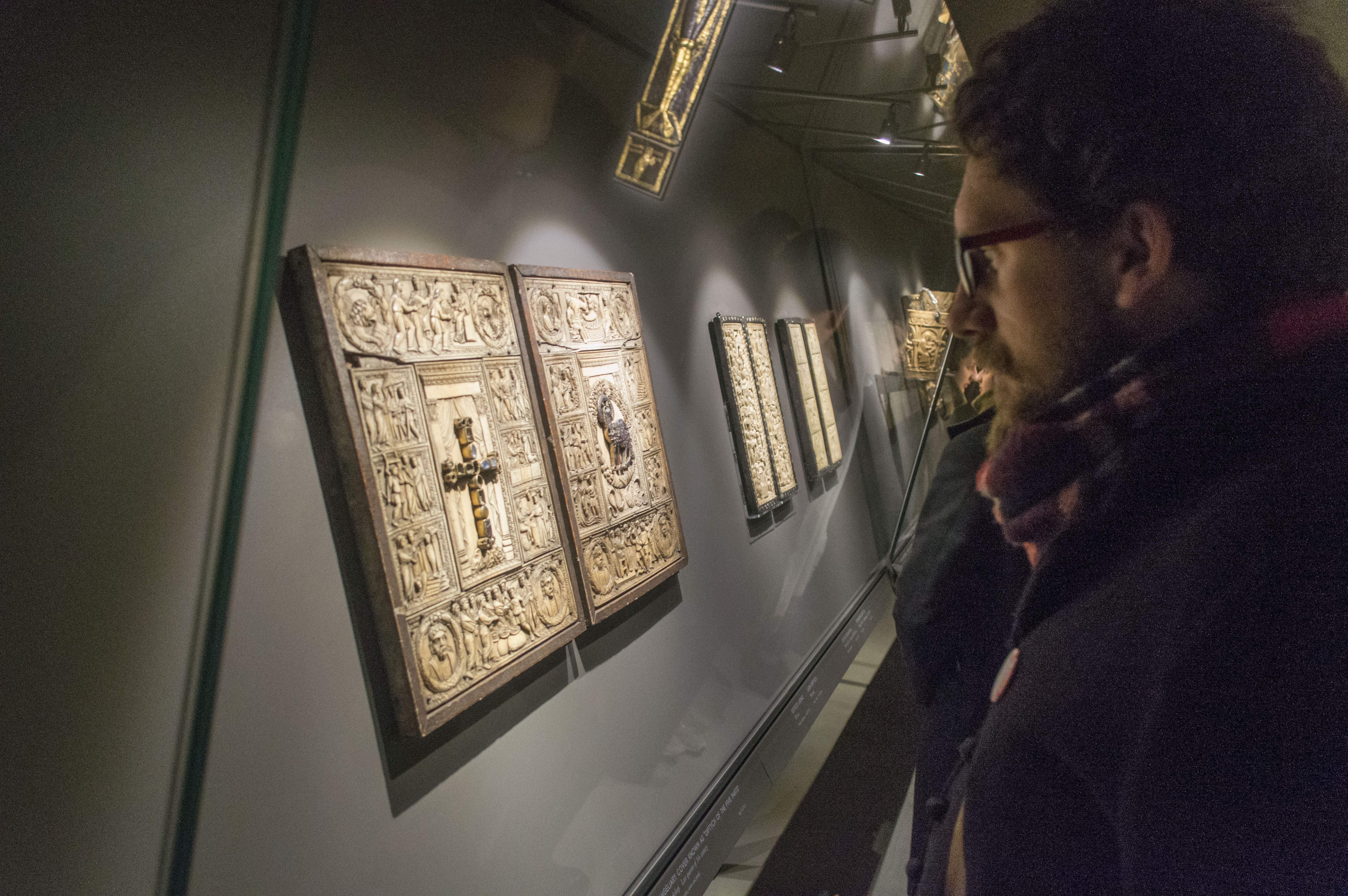
Museum v Miláně
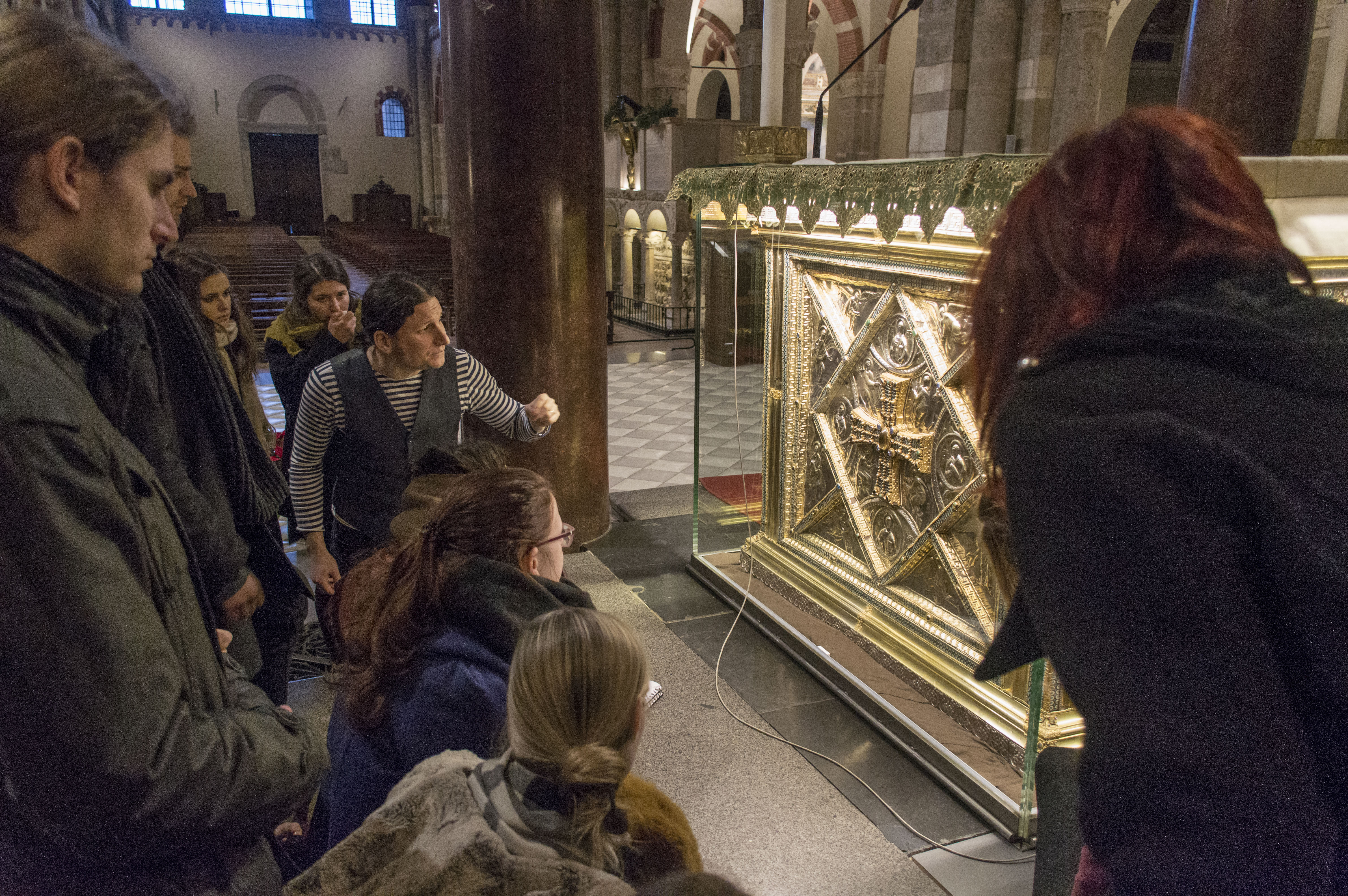
Oltář sv. Ambrože

### Publikace

#### Convivium

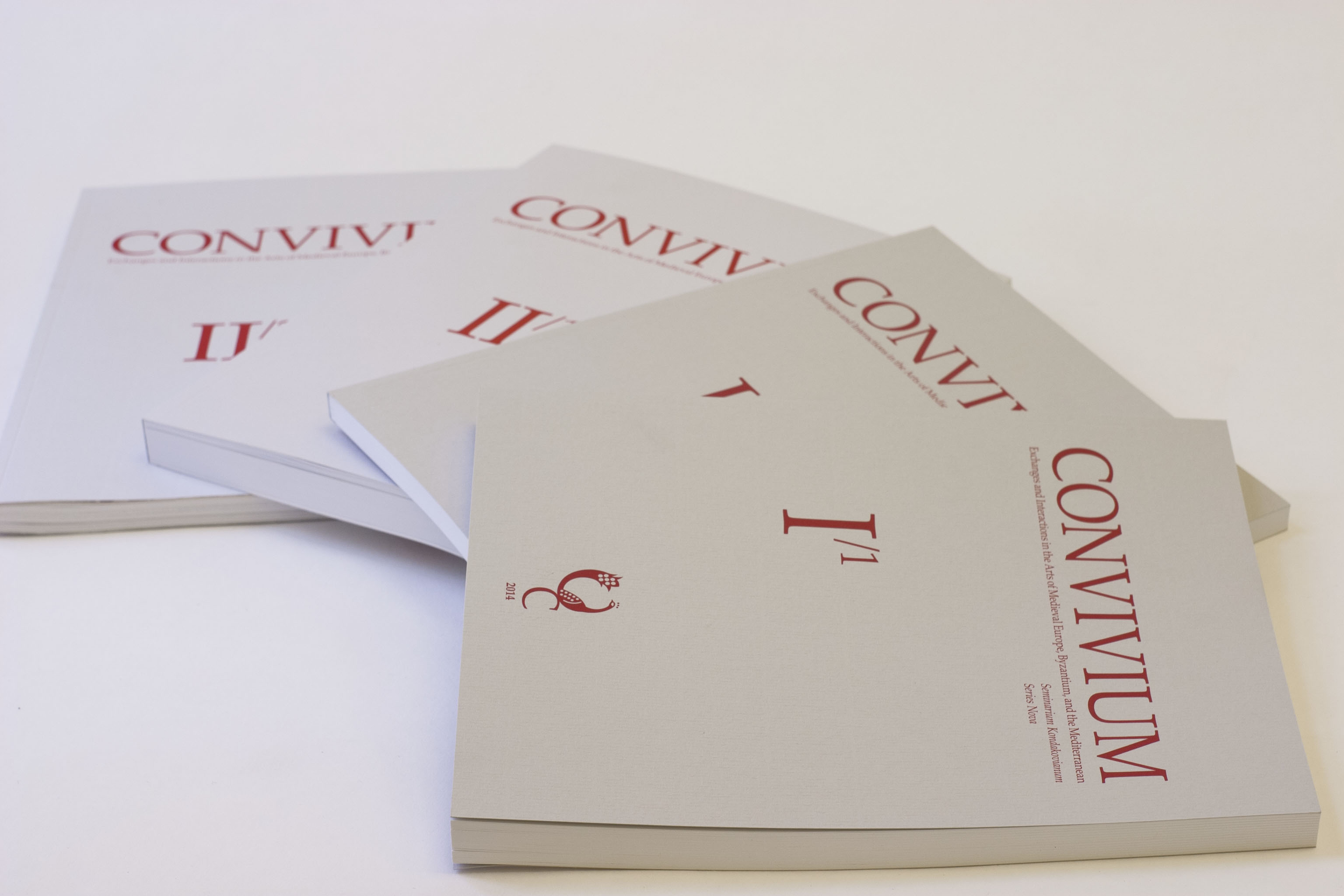
Svazky Convivia

Centrum vydává od roku 2014 periodikum s podtitulem Exchanges and Interactions in the Arts of Medieval Europe, Byzantium and the Mediterranea, které svým zaměřením navazuje na byzantská studia N. P. Kondakova a jeho časopisu Seminarium Kondakovianum, tedy na hodnoty diverzity, otevřenosti a propojení mezi jednotlivými kulturami, jazyky a historiografickými tradicemi mezi Západem a Byzancí, napříč Středomořím a vzdálenějšími kouty středověké civilizace. Šéfredaktorem Convivia je Ivan Foletti, zakládajícími editory jsou Klára Benešovská, Herbert L. Kessler, Serena Romano, Elisabetta Scirocco a Hans Belting, v redakční radě jsou členy ku příkladu Michele Bacci, Xavier Barral, Nicolas Bock, Assaf Pinkus či Erik Thunø.
Convivium dvakrát ročně publikuje články psané v angličtině, italštině a němčině, vždy s anglickým a českým resumé. První číslo je vždy tematicky zaměřené a druhé obsahuje různá témata. Od roku 2016 přibude k těmto dvou vydáním i třetí Supplementum zaměřené na konkrétní historické či kulturní problémy.

#### Studia Artum Medievalium Brunensia
Studia Artum Medievalium Brunensia je ediční řada vydávaná pod římským vydavatelstvím Viella určená studentům, badatelům a odborné veřejnosti se zájmem o kulturu středověku. Jejím hlavním cílem je publikovat nejnovější vědecké poznatky zahrnující pozdní antiku až pozdní středověk, prostor širokého Středomoří i s přesahem do Záalpí a na Dálný východ. Podobně jako Convivium se tato řada zabývá mosty mezi světy – pozemským a nebeským, viditelným a neviditelným, mezi minulostí a přítomností, ale také mezi zahraničním a domácím uměleckohistorickým výzkumem. To se odráží s široké škále mezinárodních přispěvatelů. Z prvních tří titulů se první The Face of the Dead and the Early Christian World z roku 2013 věnuje znázorňování tváří a těl zemřelých v raně křesťanském světě, poukazuje také na fakt, že portrét vytváří i most mezi světem živých a mrtvých v nebi. Druhé vydání The Antique Memory and the Middle Ages z roku 2015 obsahuje statě o dialogu mezi středověkou současností a antickou minulostí, což dávalo vzniknout různorodé umělecké produkci, ve které je přítomná antická intelektuální a vizuální tradice. Třetí Zona liminare. Il nartece di Santa Sabina a Roma, la sua porta e l’iniziazione cristiana se věnuje bazilice sv. Sabiny v Římě, která byla patrně určena kajícníkům a katechumenům. Její prostor architektonicky a dekorativně zhmotňuje ideu zóny očekávání a přechodu do jiného světa zrcadlícího se v liturgii probíhající uvnitř.